# Йозеф Шнайдер фон Маннс-Ау
Йозеф Марія Фердинанд Карл Шнайдер Едлер фон Маннс-Ау (нім. Josef Maria Ferdinand Karl Schneider Edler von Manns-Au; 2 лютого 1865, Ґрац — 3 лютого 1945, Ґрац) — австро-угорський воєначальник.

## Звання
- Лейтенант (1885)
- Гауптман (1893)
- Майор (1900)
- Оберст (1907)
- Генерал-майор (31 жовтня 1912)
- Фельдмаршал-лейтенант (1 вересня 1915)
- Генерал піхоти запасу (27 серпня 1939)

## Нагороди
- Ювілейна пам'ятна медаль 1898
- Ювілейний хрест (1908)
- Хрест «За вислугу років» (Австрія) 3-го класу
- Бронзова медаль «За військові заслуги» (Австро-Угорщина)
- Хрест «За військові заслуги» (Австро-Угорщина) 3-го класу
- Орден Залізної Корони 3-го і 2-го (1915) класу з військовою відзнакою
- Орден Леопольда (Австрія), лицарський і командорський (1917) хрест з військовою відзнакою
- Військовий Хрест Карла
- Залізний хрест 2-го класу (Німецька імперія)
- Військовий орден Марії Терезії, лицарський хрест (10 березня 1921)
- Пам'ятна військова медаль (Австрія) з мечами
- Почесний хрест ветерана війни з мечами (Третій Рейх)